# Kim Boo-kyum
Kim Boo-kyum (Sangju, 21 gennaio 1958) è un politico sudcoreano.

## Biografia
Fu primo ministro della Corea del Sud dal 2021 al 2022.
In precedenza dal 2017 al 2019 ha ricoperto la carica di ministro dell'Interno e della Sicurezza. Membro del Partito Democratico, è stato anche membro dell'Assemblea nazionale per il collegio elettorale di Suseong dal 2016 al 2020.